# Morgan Brown
Morgan Brown (* 1. Oktober 1995 in Whittier, Kalifornien) ist eine US-amerikanisch-philippinische Fußballspielerin.

## Leben
Brown besuchte in ihrer Heimatstadt Chino Hills die Ruben S. Ayala High School, bevor sie sich im Februar 2013 an der Santa Clara University einschrieb.

### Fußballkarriere

#### Verein
Brown spielte von 2009 bis 2012 für das Women Soccer Team der Ruben S. Ayala High School, mit den Bulldogs gewann sie unter Trainer Jeffrey Allen, die Sierra League 2011. In ihrer Vereinsmannschaft spielte die Torhüterin für den Fram Soccer Club, wo sie 2011 CSL Premier League Meister, Sieger des Surf Cups und West Coast Futball Classic wurde. In der Saison 2012 gewann sie zudem mit dem FRAM CA Premiere team die Far West Regional League, den Cal South National Cup und den Surf/College Cup. Seit Herbst 2013 spielte sie seit dem Start ihres Studiums für die Santa Clara Broncos.

#### Nationalmannschaft
Am 23. April 2013 wurde Brown erstmals in die Philippinische Fußballnationalmannschaft der Frauen berufen und spielte ihr A-Nationalmannschaftsdebüt im Mai 2013 gegen die Bangladeschische Fußballnationalmannschaft der Frauen.